# Zaokrožanje
Zaokróžanje je matematični postopek, pri katerem dano realno število nadomestimo s približkom. 
Realno število lahko zapišemo z neskončnim decimalnim zapisom, vendar je v praksi računanje z neskončno mnogo decimalkami nemogoče pa tudi nepotrebno. Približek dobimo tako, da upoštevamo samo nekaj decimalk, ostale pa izpustimo. Če je prva izpuščena števka večja (ali enaka) 5 moramo zadnjo še upoštevano števko povečati za 1, kar imenujemo zaokrožanje navzgor. V sodobni matemtiki upoštevamo pravilo, da je treba zaokrožati navzgor tudi, če je prva izpuščena števka enaka 5 - to je tudi v skladu s standardom DIN 1333 (v starejših učbenikih je bilo pravilo za 5 še drugačno. Tudi v bančništvu in trgovini včasih še zaokrožajo drugače).
Pri zaokrožanju najpogosteje uporabljamo dva načela:
- zaokrožanje na n decimalk
- zaokrožanje na n mest

## Zaokrožanje nandecimalk
Pri tem postopku navedemo, koliko decimalk je treba upoštevati. Decimalke so števke za decimalno vejico oziroma piko. 
Zgledi zaokrožanja na 2 decimalki:
12,1232 zaokrožimo na 12,12
0,02312 zaokrožimo na 0,02
5,34679 zaokrožimo na 5,35
2,13500 zaokrožimo na 2,14
81,7961 zaokrožimo na 81,80 (če zadnjo števko povečamo za 1, se 79 spremeni v 80)

## Zaokrožanje nanmest
Pri tem postopku navedemo, koliko številskih mest je treba upoštevati. Številska mesta so vse števke v zapisu danega števila - pred decimalno vejico in za njo (z izjemo ničel na začetku). 
Zgledi zaokrožanja na 4 mesta:
12,1232 zaokrožimo na 12,12
5,34679 zaokrožimo na 5,347
2,13500 zaokrožimo na 2,135
81,7961 zaokrožimo na 81,80
Posebnost: Za številska mesta ne štejemo ničel na začetku števila, saj te ničle določajo samo lego decimalne vejice:
0,0001456897 zaokrožimo na 0,0001457
To načelo zaokrožanja lahko uporabimo tudi pri velikih številih - pomagamo si s potenčnim zapisom:
5 321 278 000 000 zaokrožimo na 5,321 · 1012
Zaokorožanje na n mest je boljše od zaokrožanja na n decimalk zlasti v primerih, ki so povezani s pretvarjanjem merskih enot. 
Zgled: rezultat meritve je 523,1265 cm. Če rezultat zaokrožimo na 4 mesta in izrazimo v drugih (metričnih) merskih enotah, dobimo še vedno iste štiri števke:
523,1 cm = 5231 mm = 52,31 dm = 5,231 m = 0,005231 km = 5,231 · 106 μm